# Hærens Jegerkommando
Hærens Jegerkommando é uma força especial de elite da Noruega.
Sua sede é localizada a 30 quilômetros ao norte de Elverum, no sul da Noruega.
Foi criado com o nome de Hærens Fallskjermjegerskole em 1962. Foi renomeada para Hærens Jegerskole em 1968.
O nome atual foi criado em 1997. The FSK-HJK itself is under direct command of the General Inspector of the Army.

## Referêncis
1. ↑  Aftenposten Newspaper article: "Special forces soldier killed in Afghanistan" Arquivado em 10 de novembro de  2007, no Wayback Machine. (em inglês)
2. ↑  Aftenposten Newspaper article: "Fallen soldier comes home" Arquivado em 18 de outubro de  2007, no Wayback Machine. (em inglês)
3. ↑  Tom Bakkeli - Norges Hemmelige Krigere ( ISBN 978-82-489-0722-0 )
4. ↑  http://www.vg.no/nyheter/utenriks/artikkel.php?artid=10093179
5. 1 2  «Cópia arquivada». Consultado em 2 de abril de 2013. Arquivado do original em 10 de junho de 2009
6. ↑  «Cópia arquivada». Consultado em 2 de abril de 2013. Arquivado do original em 1 de janeiro de 2011
7. ↑  «Cópia arquivada». Consultado em 2 de abril de 2013. Arquivado do original em 3 de setembro de 2010